# Prix du Théâtre
Le prix du Théâtre est un prix artistique belge francophone qui récompense des artistes et des œuvres dans le domaine du théâtre. Il a été décerné de 1998 à 2005.
Il est l'héritier des Èves du Théâtre (1952-1982) et du prix Tenue de ville (1996-1997). Lui succédera le Prix de la critique à partir de 2006.

## 1998
- Scénographie : Marcos Viñals Bassols
- Espoir féminin : Raphaëlle Bruneau
- Espoir masculin : Karim Barras
- Découverte : Le Paradis des chiens de Dominique Roodthooft
- Auteur : Rudy Bekaert
- Comédienne : Janine Godinas
- Comédien : Philippe Jeusette
- Seul en scène : Christian Labeau
- Mise en scène : Philippe Sireuil
- Spectacle : Dernières Lunes de Furio Bordon au Rideau de Bruxelles
- Prix du public : Les Muses orphelines de Michel Marc Bouchard au Théâtre Le Public

## 1999
- Scénographie : Vincent Lemaire
- Espoir féminin : Magali Pinglaut
- Espoir masculin : Yannick Renier
- Auteur : Éric Durnez
- Comédienne : Anne Chappuis
- Comédien : John Dobrynine
- Seul en scène : Laurence Bibot
- Mise en scène : Nathalie Mauger
- Spectacle : « Art » et Une soirée sans histoire

## 2000
- Scénographie : Natalia Brilli
- Espoir féminin : Sylvie Landuyt
- Espoir masculin : Emmanuel Deconinck
- Auteur : Thierry Debroux
- Comédienne : Véronique Dumont
- Comédien : Guy Pion et Alexandre von Sivers
- Seul en scène : Bernard Cogniaux
- Mise en scène : Frédéric Dussenne
- Spectacle : Rwanda 94 de Jacques Delcuvellerie
- Second rôle féminin : Magali Pinglaut
- Second rôle masculin : Patrick Brüll

## 2001
- Scénographie : Serge Daems
- Espoir féminin : Béatrice Didier
- Espoir masculin : Cyril Briant
- Découverte : L'abitazion brize le vent de notre jardin au Rideau de Bruxelles
- Auteur : Stanislas Cotton
- Comédienne : Suzy Falk
- Comédien : Dominique Tack
- Seul en scène : Philippe Grand'Henry
- Mise en scène : Lorent Wanson
- Spectacle : Copenhague
- Second rôle féminin : Anne Romain
- Second rôle masculin : Francesco Mormino

## 2002
- Scénographie : Vincent Lemaire
- Espoir féminin : Marie Lecomte
- Espoir masculin : Grégory Praet
- Découverte : Histoires sans gravité
- Auteur : Transquinquennal
- Comédienne : Nathalie Cornet
- Comédien : Alexandre Trocki
- Seul en scène : Fabrizio Rongione
- Mise en scène : Michel Dezoteux
- Spectacle : Le Dragon
- Second rôle féminin : Isabelle Paternotte
- Second rôle masculin : André Bayens

## 2003
- Création artistique et technique : équipe son et image de X ou les Travers du hasard
- Scénographie : Xavier Rijs
- Espoir féminin : Hassiba Halabi
- Espoir masculin : Mwanza Goutier
- Auteur : Veronika Mabardi
- Prix Bernadette Abraté : Jo Dekmine
- Comédienne : Isabelle Defossé
- Comédien : Olivier Massart
- Seul en scène : François Delaive
- Mise en scène : Frédéric Dussenne
- Spectacle : Macbeth à deux

## 2004
- Création artistique et technique : Xavier Lauwers
- Scénographie : Christine Flasschoen
- Espoir féminin : Aïssatou Diop
- Espoir masculin : Michel Jurowics
- Découverte : La Tête en bas
- Auteur : Geneviève Damas
- Prix Bernadette Abraté : Jean-Pierre Finotto
- Comédienne : Monique Fluzin
- Comédien : Didier De Neck
- Seul en scène : Pietro Pizzuti
- Mise en scène : Thierry Lefèvre
- Spectacle : La Princesse de Babylone de José Besprosvany

## 2005
- Création artistique et technique : Table des matières
- Scénographie : Philippe Henry
- Espoir féminin : Gwen Berrou
- Espoir masculin : Gérard Wauthia
- Découverte : La Trilogie de Belgrade
- Auteur : Antoine Pickels
- Prix Bernadette Abraté : Émile Lansman
- Comédienne : Jo Deseure
- Comédien : Julien Roy et Benoît Van Dorslaer dans Le Roi Lune et Un pays noyé de Frédéric Dussenne d'après Paul Willems
- Seul en scène : Angelo Bison
- Mise en scène : Xavier Lukomski
- Spectacle : Aïda vaincue
- Mention spéciale du jury : Zone Urbaine Théâtre

## 2006et suivantes
Voir Prix de la critique